# Ogasawarana comes
Ogasawarana comes је пуж из реда Cycloneritimorpha и фамилије Helicinidae. 

## Угроженост
Подаци о распрострањености ове врсте су недовољни.

## Распрострањење
Јапан је једино познато природно станиште врсте.

## Станиште
Врста Ogasawarana comes има станиште на копну.